# Olga Puczkowa
Olga Puczkowa, ros. Ольга Алексеевна Пучкова (ur. 27 września 1987 w Moskwie) – rosyjska tenisistka.
Status profesjonalny otrzymała w 2002 roku. Najlepsze rezultaty w turniejach zawodowych to finały zawodów gry pojedynczej w Kolkacie i w Québecu (oba w 2006 roku) oraz we Florianópolis (w 2013 roku).
W turniejach wielkoszlemowych zadebiutowała w 2006, kiedy to zagrała w pierwszej rundzie US Open.

## Turnieje WTA
| Legenda                | Legenda          |
| ---------------------- | ---------------- |
| Wielki Szlem           |                  |
| Igrzyska olimpijskie   |                  |
| WTA Tour Championships |                  |
| od 2009                |                  |
| Premier Mandatory      |                  |
| Premier 5              |                  |
| Premier                |                  |
| International          |                  |
| do 2008                | Kategoria I      |
| do 2008                | Kategoria II     |
| do 2008                | Kategoria III    |
| do 2008                | Kategoria IV & V |

### Gra pojedyncza
| Końcowy wynik | Nr | Data             | Turniej       | Nawierzchnia  | Przeciwniczka    | Wynik finału  |
| Finalistka    | 1. | 24 września 2006 | Kolkata       | Twarda (hala) | Martina Hingis   | 0:6, 4:6      |
| Finalistka    | 2. | 4 listopada 2006 | Québec        | Twarda (hala) | Marion Bartoli   | 0:6, 0:6      |
| Finalistka    | 3. | 2 marca 2013     | Florianópolis | Twarda        | Monica Niculescu | 2:6, 6:4, 4:6 |